# 284년

## 연호
- 서진(西晉) 태강(太康) 5년

## 기년
- 서진(西晉) 무제(武帝) 20년
- 신라(新羅) 미추 이사금(味鄒泥師今) 23년 / 유례 이사금(儒禮泥師今) 원년
- 고구려(高句麗) 서천왕(西川王) 15년
- 백제(百濟) 고이왕(古爾王) 51년

## 사건
- 음력 2월, 신라 미추이사금, 나라 서쪽 여러 성을 순행하고 위무하였다.
- 음력 5월, 세상을 떠남.
- 조분의 장남이 왕의 자리에 오름.

## 탄생
사마치 : 서진 3대 황제

## 사망
- 음력 10월: 신라(新羅) 13대 왕 미추 이사금(味鄒泥師今). 대릉(大陵) 또는 죽장릉(竹長陵)에 장사 지냈다.

## 참고 문헌
- 김부식 (1145). 〈권02 미추 이사금 條〉. 《삼국사기》.